# ویسنر (لوئیزیانا)
ویسنر (به انگلیسی: Wisner) شهری در ایالت لوئیزیانا کشور ایالات متحده آمریکا است که جمعیت آن در سرشماری سال ۲۰۱۰ میلادی، ۹۶۴ نفر بوده‌است.